# Emily DiDonato
Emily DiDonato (New York, 24 febbraio 1991) è una supermodella statunitense.

## Biografia
Nata a New York, cresce in una piccola città della Contea di Orange (New York) e ha origini italiane e irlandesi. Il 23 giugno 2018 ha sposato in Colorado il finanziere Kyle Peterson, con il quale ha avuto la sua prima figlia nel 2021. 

## Carriera
Inizialmente non interessata alla carriera da modella, viene poi incoraggiata da un amico di famiglia ed inizia a lavorare in questo campo nel 2008, firmando un contratto con la Request Model Management. Successivamente lavora per Guess, diventando il viso della collezione primavera 2009 e lavora nella campagna pubblicitaria rugby della Ralph Lauren. Nel maggio 2009 firma un contratto con la Maybelline, raggiungendo un importante traguardo per una ragazza appena diplomata e con appena cinque mesi di esperienza alle spalle. Con la Maybelline fa il suo debutto pubblicitario in televisione per la linea Color Sensational Lip Color. Nell'agosto 2009, diventa modella di Victoria's Secret e appare sulla sua prima copertina per la rivista The Block nel numero di ottobre.
In occasione della settimana della moda di New York del 2009, Vogue Germany la elegge "top newcomer".

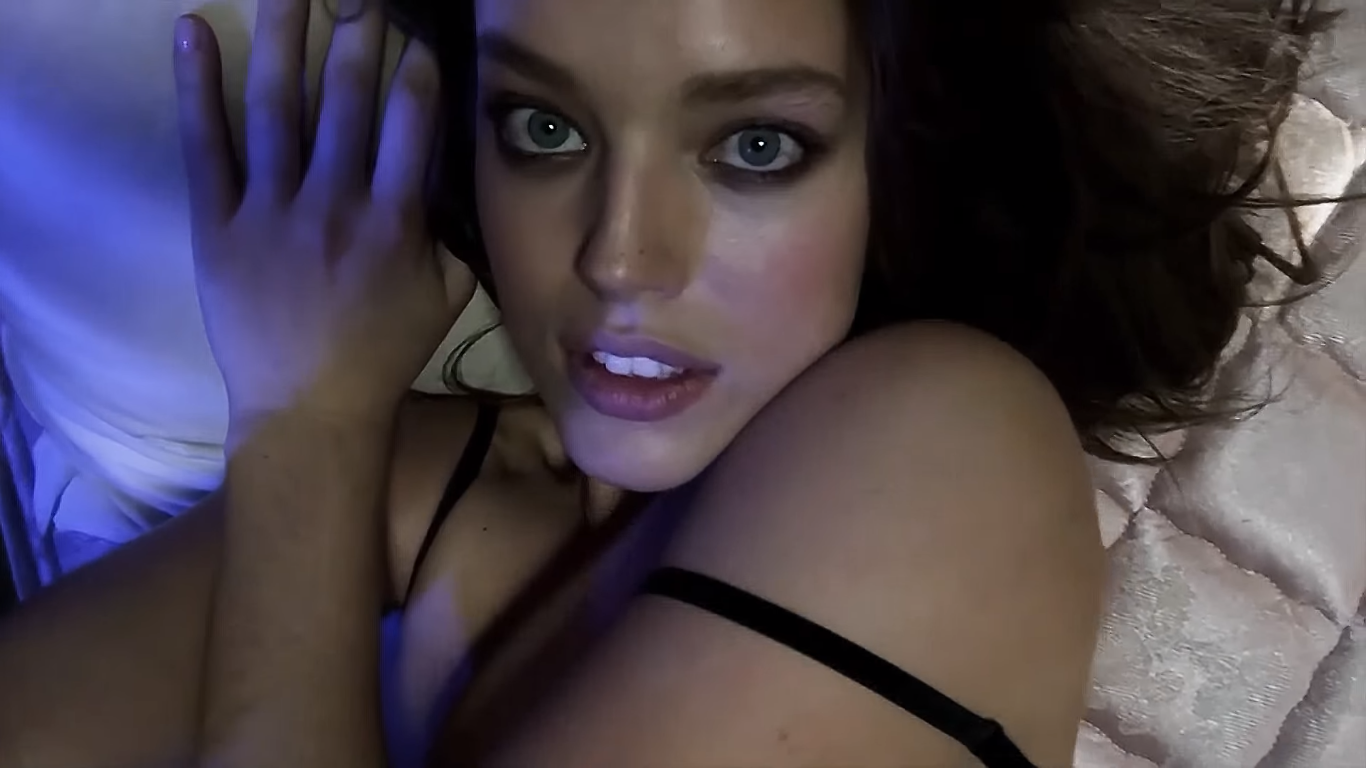
Emily DiDonato nel 2014 per Love Magazine

Dal 2010 al 2016 è stata testimonial della fragranza Acqua di Gioia di Giorgio Armani. Nel 2013 fa il suo debutto nella rivista Sports Illustrated Swimsuit Issue, viene scelta come testimonial del marchio spagnolo Oysho, inoltre diventa uno dei volti della campagna Just Cavalli primavera/estate, Miu Miu e Calzedonia autunno/inverno 2013/2014. Nel 2014 viene scelta come testimonial per Juicy Couture, Stefanel e riconfermata per Just Cavalli L'anno successivo viene scelta come testimonia della collezione autunno/inverno di Coccinelle. Nel 2017 è protagonista di due campagne pubblicitarie, la prima di J. Crew per la collezione estiva, insieme alla top model Toni Garrn e la seconda  per la stagione invernale di biancheria intima Yamamay con il supermodello italiano Fabio Mancini (modello). L'anno successivo viene scelta come testimonial di Biotherm. È inoltre co-fondatrice del marchio Covey, ed è apparsa nello spot televisivo nazionale del drink italiano Molinari.

## Agenzie
- IMG Models

## Campagne pubblicitarie
- Aldo P/E (2013)
- Biotherm (2018-2020)
- Blanco P/E (2015)
- Bloomingdale's (2015)
- Brandon Maxwell P/E (2019)
- Brian Atwood A/I (2013)
- Bulgari x Nicholas Kirkwood A/I (2017)
- Calvin Klein Jeans P/E (2010)
- Calvin Klein Jeans Watches e Jewelry P/E (2010)
- Calzedonia P/E (2014)
- Cartier (2017)
- Coccinelle A/I (2015)
- Elie Tahari P/E (2013)
- Elisabetta Franchi (2017)
- Eres P/E (2010)
- Free People (2015)
- Giorgio Armani Acqua di Gioia (2010-2016)
- Graff (2015)
- Guess? P/E (2009)
- H&M Valentine's Day Lingerie (2015)
- J. Crew P/E (2017)
- Juicy Couture Sport P/E (2014)
- Juicy Couture P/E (2014)
- Jones New York A/I (2017)
- Just Cavalli P/E (2013-2014)
- Lindex Holiday (2013)
- Loft (2018-2019)
- Longchamp A/I (2012)
- Lucky Brand Jeans P/E (2013)
- Maybelline (2009-presente)
- Miu Miu A/I (2013)
- Molinari (2018)
- Nautica (2019)
- Nicole Farhi P/E (2012)
- Oscar de la Renta P/E (2014)
- OVS A/I (2012)
- Pronovias (2012-2015)
- Redemption Choppers (2014-2015)
- Replay P/E A/I (2011-2013)
- Ralph Lauren P/E (2009)
- Stefanel P/E (2014)
- Suarez A/I (2014)
- Oysho estate (2013)
- Tacori Jewelry A/I (2014)
- Tennis Colombia P/E (2016)
- Todd Snyder x Akin Akman A/I (2017)
- Tommy Hilfiger Eyewear (2018)
- True Religion A/I (2012)
- Trussardi Jeans P/E (2012)
- Tru Trussardi P/E (2012)
- Yamamay (2016)